# Climax Springs
Climax Springs is een plaats (village) in de Amerikaanse staat Missouri, en valt bestuurlijk gezien onder Camden County.

## Demografie
Bij de volkstelling in 2000 werd het aantal inwoners vastgesteld op 80. In 2006 is het aantal inwoners door het United States Census Bureau geschat op 86, een stijging van 6 (7,5%).

## Geografie
Volgens het United States Census Bureau beslaat de plaats een oppervlakte van 0,7 km², geheel bestaande uit land. Climax Springs ligt op ongeveer 296 m boven zeeniveau.

## Plaatsen in de nabije omgeving
De onderstaande figuur toont nabijgelegen plaatsen in een straal van 28 km rond Climax Springs.